# Hermann Friedrich Roeck
Hermann Friedrich Roeck (* 6. September 1764 in Lübeck; † 27. Dezember 1829 ebenda) war Kaufmann und Ratsherr der Hansestadt Lübeck.

## Leben
Hermann Friedrich Roeck war Sohn des Lübecker Kaufmanns Ludwig Philipp Roeck († 1796) und Enkel des gleichnamigen Bürgermeisters Ludwig Philipp Roeck. Seine Mutter war Magdalena Catharina, geb. Benser, die Tochter des Lübecker Kaufmanns und Ratsherrn Arnold Gottfried Benser.
Er wurde in der Lübecker Franzosenzeit 1811 in den Lübecker Munizipalrat gewählt. Roeck war Mitglied der Kaufleute-Kompagnie, aus deren Reihen er 1820 zum Ratsherren gewählt wurde. Im Rat wirkte er in Zoll und Zulage, der Vormundschaftsbehörde, dem Leihhaus der Stadt, in der Gassenordnung, der Zentral-Armendeputation sowie der Armenanstalt. Weiter war er zeitweilig im Finanzdepartement, beim Obergericht und bei der Sklavenkasse. Roeck bewohnte das Haus Große Petersgrube 29.